# 1880 în literatură
Anul 1880 în literatură a implicat o serie de evenimente și cărți noi semnificative.  

## Cărți noi
- Henry Adams - Democracy: An American Novel (publicată anonim)
- Rhoda Broughton - Second Thoughts
- Wilkie Collins - Jezebel's Daughter
- Carlo Collodi - Pinocchio
- Benjamin Disraeli, 1st Earl of Beaconsfield - Endymion
- Fyodor Dostoevsky - The Brothers Karamazov
- Evelyn Everett-Green - Tom Tempest's Victory
- George Gissing - Workers in the Dawn
- Percy Greg - Across The Zodiac
- Anna Katharine Green - A Strange Disappearance
- Thomas Hardy - The Trumpet-Major
- Ouida  - Moths
- Johanna Spyri - Heidi's Formative Years
- Anthony Trollope - Ayala's Angel
- Mark Twain - A Tramp Abroad
- Jules Verne - The Steam House
- Lew Wallace  - Ben-Hur: A Tale of the Christ
- Emile Zola - Nana

## Nașteri
- 5 noiembrie - Mihail Sadoveanu (d. 1961)